# BonBon-Land
BonBon-Land is een pretpark gelegen in Holme Olstrup, Denemarken, ongeveer 1 uur rijden van de hoofdstad Kopenhagen. Het 34 hectare groot park werd geopend in 1992 door Michael Spangsberg. Hij opende het park nadat hij wegens strengere hygiënevoorschriften geen rondleidingen meer kon organiseren in de BonBon snoepfabriek. In 2007 werd het bedrijf gekocht door Parques Reunidos dat ook eigenaar is van o.a. Bobbejaanland, Attractiepark Slagharen en Movie Park Germany. BonBon-land trekt jaarlijks rond de 450 duizend bezoekers.

## Attracties

### Achtbanen

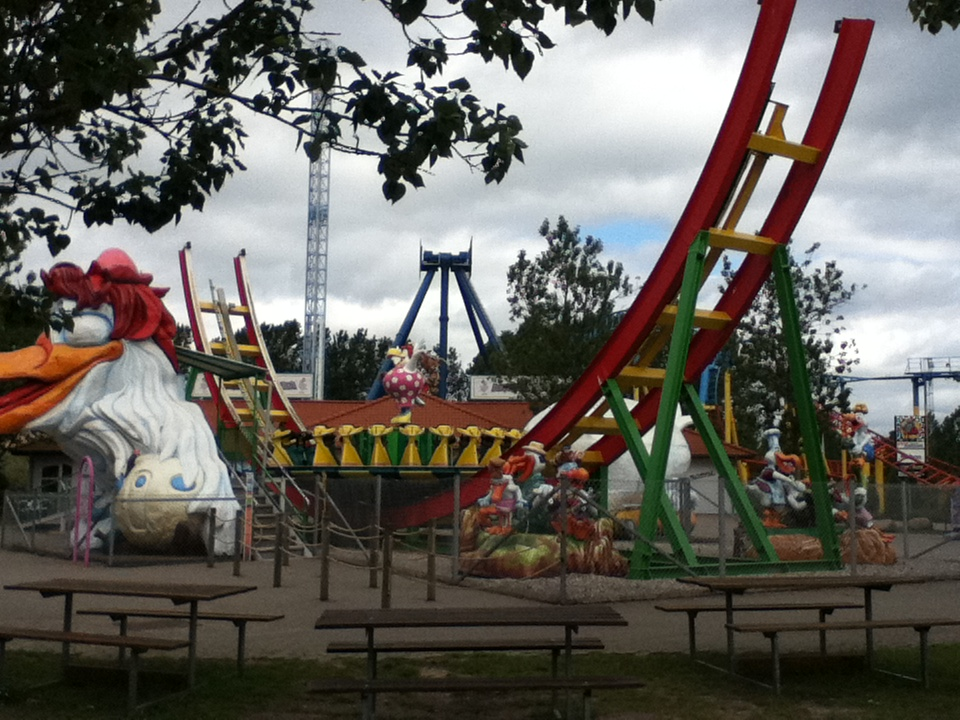
Alba-Tossen

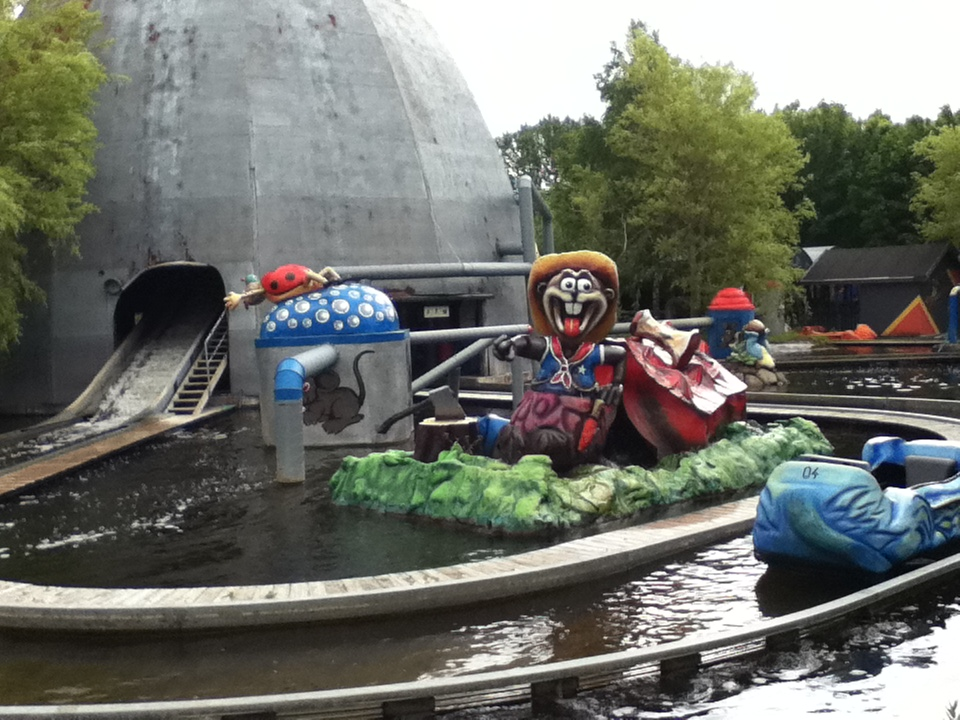
Vandrotten

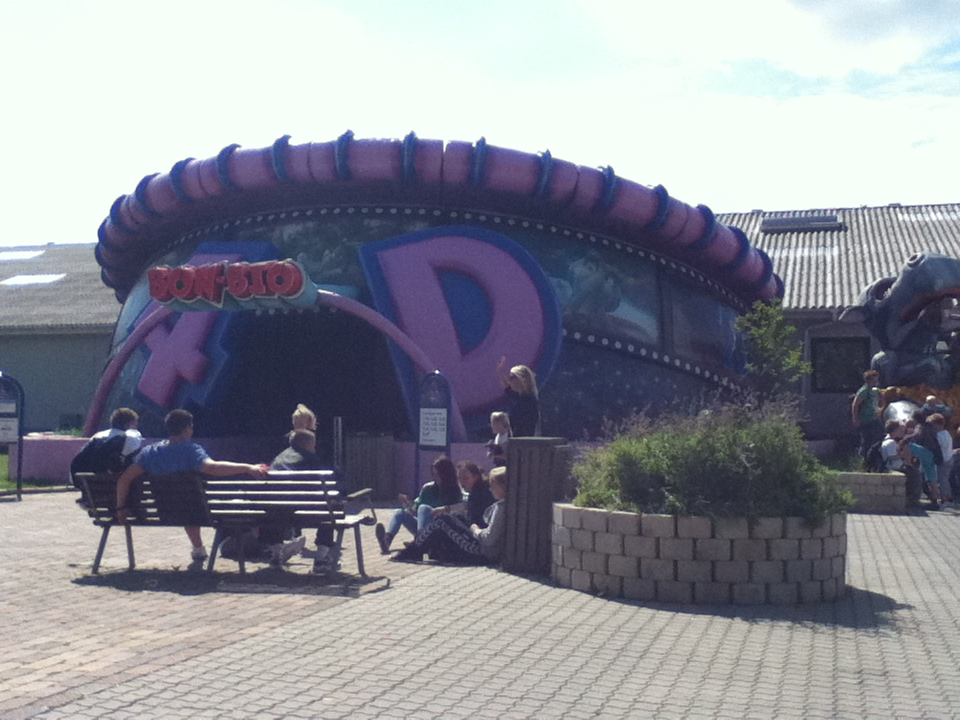
Bon-Bio 4D

| Naam                    | Type                          | Bouwer     | Opening | Foto |
| ----------------------- | ----------------------------- | ---------- | ------- | ---- |
| Vild-Svinet             | Euro-Fighter                  | Gerstlauer | 2003    |      |
| Hankatten               | Draaiende achtbaan            | Gerstlauer | 2007    |      |
| Hundeprutterutschebanen | Kinderachtbaan, Force One     | Zierer     | 1993    |      |
| Viktor Vandorm          | Junior Coaster, Tivoli Custom | Zierer     | 2009    |      |

### Thrill rides
- Alba-Tossen - Disk'O
- Cobra-Tårnet - Vrije val
- Klaptorsken - Schommelschip
- Svend Svingarm - Frisbee
- Dragen - Rupsbaan

### Familieattracties
- Bæverrafting - Rapid river
- Vandrotten - Boomstamattractie
- Sprutten - Polyp
- Hestorado - Schiettent
- Skildpadden - Zweefmolen
- Kragetræerne - Vrije val
- Mågeklatterne - Monorail
- Rejen - Waterglijbaan
- Søløven - Rondvaart
- Bon-Bio 4D - 4D-film
- Andebådene - Roeiboten, waterfietsen

### Kinderattracties
- Guldgraveri - Goudzoeken
- Ormen - Draaimolen
- Leo-Farterne - Rondrit
- Hestepærerne - Paardenbaan
- Pelle Piratsprøjt - Speeltuin
- Bisonfortet - Speeltuin
- Bremsesporrutschebanen - Speeltuin
- Hyggerotten Legeplads - Speeltuin